# Jagoda
Jágoda (lat. bacca) je v botaniki enostavni sočni zaprti plod, ki se tvori iz cvetnega pestiča. Zanje je značilno, da imajo večje število semen in da jih trajno obdaja sočno osemenje. 
Jagode delajo vinska trta (Vitis vinifera), paradižnik (Solanum lycopersicum), paprika (Capsicum annuum), krompir (Solanum tuberosum), borovnica (Vaccinium myrtillus), limonovec (Citrus limon), grozdičje (Ribes), ...
Jagode so lahko:
- monokarpne (iz enega plodnega lista, ki je zrasel v pestič) - plodovi češmina Berberis vulgaris
- sinkarpne (iz mnogopredalastega gineceja, ki se sestojijo iz različnega števila med seboj zraslih plodnih listov) - plodovi paradižnika, krompirja, vinske trte

Posebna oblika jagode so plodovi bučevk (Cucurbitaceae) in ga zato nekateri botaniki nazivajo pepo. Plod se razvije iz podrasle plodnice in cvetišča. 

## Jagode, ki niso jagode
Mnogi plodovi poimenovani kot "jagode" ne ustrezajo botaničnemu kriteriju, ker je plod nastal iz drugih delov cveta ali rastline. Plodovi maline in robide nastanejo iz socvetja in so birni plodovi. Plodovi jagodnjaka so prav tako birni plodovi.

## Galerija
- Jagoda oranževca (Citrus sinensis); lupina pomaranč je perikarp, ki se deli na oranžni eksokarp, beli mezokarp in tanki endokarp, ki ovija predale in krhlje. Krhlji so notranji deli plodnih listov.
- Jagoda vinske trte (Vitis vinifera); eksokarp = kožica, mezokarp in endokarp pa sta sočna.